# Athamante de Crète
Athamanta cretensis
Espèce
L'athamante de Crète (Athamanta cretensis) est une espèce de plantes à fleurs de la famille des Apiaceae. C'est une plante herbacée vivace originaire d'Europe.

## Répartition et habitat
On trouve l'espèce dans le sud-est de l'Espagne, dans l'est de la France, en Albanie, en Autriche, au Liechtenstein, en Allemagne, en Suisse, en Italie, en Bosnie-Herzégovine, au Montenegro (?), en Croatie et en Slovénie.
C'est une plante des rochers et éboulis calcaires en moyenne montagne.